# ジュスト・カッポーネ
ジュスト・カッポーネ（Giusto Cappone, 1919年3月7日 - 2005年4月25日）は、イタリア出身のヴィオラ奏者。
トリエステの生まれ。1938年に生地のタルティーニ音楽院を卒業後、1943年から地元の放送局のオーケストラの首席ヴィオラ奏者を務め、トリエステ弦楽四重奏団のメンバーも兼ねた。1946年から1948年までベオグラード放送交響楽団の首席ヴィオラ奏者に転出し、ベオグラード音楽院でも教鞭をとった。1948年からスロヴェニア・フィルハーモニー管弦楽団の首席ヴィオラ奏者を務め、楽団内での弦楽四重奏の演奏にも参加した。1958年から1984年までベルリン・フィルハーモニー管弦楽団の首席ヴィオラ奏者を務めた。
サン・マルティーノ・アル・チミーノにて没。